# Cesare Benedetti
Cesare Benedetti (ur. 3 sierpnia 1987 w Rovereto) – włoski kolarz szosowy, posiadający również polskie obywatelstwo.
W kwietniu 2021 otrzymał polskie obywatelstwo. Reprezentował Polskę na Mistrzostwach Świata w Belgii. Jego żoną jest Polka, a sam Benedetti płynnie porozumiewa się w języku polskim.

## Życiorys
Urodził się we włoskim Rovereto. Przygodę ze sportem zaczynał od narciarstwa zjazdowego, popularnego w Tyrolu, w którym dorastał. W 1999 r. zaczął interesować się kolarstwem. Od 2010 występuje w zawodach kolarskich jako profesjonalny kolarz. Jako amatorski uczestnik wyścigów był członkiem zespołów G.S. Gavardo Tecmor i De Nardi, drugą połowę sezonu 2009 spędził w zespole Liquigas. Od 2010 związany jest z zespołem Bora-Hansgrohe (wcześniej TeamNet App). Podczas 94. Mistrzostw Świata w 2021 r. pierwszy raz wystąpił w ramach polskiej reprezentacji.
W 2013 roku ożenił się z Dorotą, z którą ma dwie córki – Janinę i Karolinę. Mieszka z rodziną w Gliwicach.

## Osiągnięcia
Opracowano na podstawie:

2007
- 3. miejsce w Trofeo Città di Brescia

2009
- 2. miejsce w Trofeo Banca Popolare di Vicenza

2012
- 1. miejsce na etapie 2b Settimana Internazionale di Coppi e Bartali (jazda drużynowa na czas)

2015
- 1. miejsce na 1. etapie Giro del Trentino (jazda drużynowa na czas)

2016
- 1. miejsce w klasyfikacji górskiej Tirreno-Adriático

2018
- 3. miejsce w Okolo Slovenska

2019
- 1. miejsce na 12. etapie Giro d’Italia

## Rankingi
| Rok             | 2007 | 2008 | 2009 | 2010  | 2011 | 2012 | 2013  | 2014 | 2015 | 2016 | 2017  | 2018 | 2019 | 2020 | 2021  | 2022  | 2023  |
| --------------- | ---- | ---- | ---- | ----- | ---- | ---- | ----- | ---- | ---- | ---- | ----- | ---- | ---- | ---- | ----- | ----- | ----- |
| UCI World Tour  |      |      |      |       |      |      |       |      |      | -    | 411.  | 379. |      |      |       |       |       |
| World Ranking   |      |      |      |       |      |      |       |      |      | 929. | 1644. | 853. | 620. | 977. | 1819. | 1182. | 2372. |
| UCI Europe Tour | 712. | -    | 294. | 1151. | 741. | 405. | 1188. | 962. | 694. | 609. | 1153. | 554. | 467. | 764. | 1250. | 825.  | -     |
| UCI Asia Tour   | -    | -    | -    | -     | -    | -    | -     | 286. | -    | -    | -     | -    |      |      |       |       |       |
|                 |      |      |      |       |      |      |       |      |      |      |       |      |      |      |       |       |       |
| Źródło: UCI     |      |      |      |       |      |      |       |      |      |      |       |      |      |      |       |       |       |